# Bodenkirchen
Bodenkirchen er en kommune i Landkreis Landshut, i regierungsbezirk Niederbayern i den tyske delstat Bayern.

## Geografi
Bodenkirchen ligger i den sydlige del af Landkreis Landshut knap 30 km fra byen Landshut og 10 km fra både Vilsbiburg og fra Neumarkt-St. Veit i den oberbayerske Landkreis Mühldorf. Bodenkirchen har i Aich en holdeplads på jernbanelinjen fra Landshut til Salzburg.

### Nabokommuner
Bodenkirchen grænser til følgende kommuner:
- Vilsbiburg
- Schalkham
- Wurmsham
- Schönberg (Oberbayern) (Landkreis Mühldorf)
- Egglkofen (Landkreis Mühldorf)

### Inddeling
Kommunen har ud over Bodenkirchen disse landsbyer og bebyggelser:
- Aich
- Binabiburg
- Bonbruck
- Haunzenbergersöll
- Hilling
- Margarethen
- Michlbach